# Košarkarski klub Cedevita Olimpija
Il Košarkarski Klub Cedevita Olimpija è una squadra di pallacanestro slovena che ha sede a Lubiana. Il club è stato fondato nel 2019 grazie alla fusione tra il Cedevita Zagabria e l'Union Olimpija.

## Storia
Il 4 giugno 2019 fu annunciata la fusione fra il club croato del Cedevita e la squadra slovena del Petrol Olimpija per formare il Cedevita Olimpija, una nuova società con sede a Lubiana in Slovenia. Il 13 giugno gli organi generali del Cedevita e dell'Olimpija assegnarono gli incarichi di general manager a Davor Užbinec e direttore sportivo a Sani Bečirovič. Il 25 giugno l'assemblea generale dell'EuroCup confermò la partecipazione del club alla stagione 2019-20. Inoltre i consigli del Cedevita e dell'Olimpija invitarono separatamente i rispettivi membri per la riunione dell'assemblea che avvenne l'8 luglio nell'Arena Stožice, dove vennero scelti l'allenatore della squadra, Slaven Rimac, e il presidente Tomaž Berločnik.
Il primo giocatore ingaggiato dal nuovo club fu l'ala slovena Edo Murić.

## Roster 2021-2022
Aggiornato al 1º settembre 2021.
|    | Naz.                                        | Ruolo | Sportivo          | Anno | Alt. | Peso | Note |
| -- | ------------------------------------------- | ----- | ----------------- | ---- | ---- | ---- | ---- |
| 0  | Stati Uniti (bandiera) · Georgia (bandiera) | P     | Jacob Pullen      | 1989 | 185  | 91   |      |
| 1  | Slovenia (bandiera)                         | AP    | Rok Radović       | 2001 | 199  | 86   |      |
| 3  | Canada (bandiera) · Nigeria (bandiera)      | A     | Melvin Ejim       | 1991 | 201  | 100  |      |
| 5  | Stati Uniti (bandiera)                      | P     | Marcus Keene      | 1995 | 175  | 80   |      |
| 7  | Slovenia (bandiera)                         | P     | Dan Duščak        | 2002 | 185  | 66   |      |
| 8  | Slovenia (bandiera)                         | AP    | Edo Murić         | 1991 | 203  | 98   |      |
| 9  | Stati Uniti (bandiera) · Grecia (bandiera)  | AC    | Zach Auguste      | 1993 | 208  | 110  |      |
| 11 | Slovenia (bandiera)                         | G     | Jaka Blažič       | 1990 | 196  | 96   |      |
| 20 | Slovenia (bandiera)                         | G     | Alen Hodžić       | 1992 | 191  | 82   |      |
| 23 | Slovenia (bandiera)                         | AG    | Luka Ščuka        | 2002 | 208  |      |      |
| 27 | Slovenia (bandiera)                         | C     | Žiga Dimec        | 1993 | 211  | 113  |      |
| 31 | Serbia (bandiera)                           | AG    | Marko Radovanović | 1996 | 209  | 109  |      |
| 32 | Stati Uniti (bandiera)                      | C     | Jackie Carmichael | 1990 | 206  | 109  |      |
| 34 | Slovenia (bandiera)                         | AG    | Blaž Habot        | 2000 | 206  | 123  |      |
| 55 | Slovenia (bandiera)                         | P     | Luka Rupnik       | 1993 | 185  | 71   |      |

### Staff tecnico
| Allenatore: | Jurica Golemac           |
| Assistenti: | Teo Čizmić, Jan Šentjurc |

## Palmarès

### Titoli Nazionali
- Campionato sloveno: 4

2020-2021, 2021-2022, 2022-2023, 2023-2024
- Coppa di Slovenia: 3

2022, 2023, 2024
- Supercoppa slovena: 5

2020, 2021, 2022, 2023, 2024